# Plateau Centrale
Plateau Centrale är en sänka i Haiti. Den ligger i den centrala delen av landet, 80 km nordost om huvudstaden Port-au-Prince.